# Silent Hunter
Silent Hunter es un simulador de combate submarino ambientado en la Segunda Guerra Mundial para MS-DOS, desarrollado por Aeon Electronic Entertainment y publicado por Strategic Simulations en 1996. El juego se desarrolla en la llamada Guerra del Pacífico. El jugador debe comandar un submarino de la Armada de los Estados Unidos. El juego cuenta con la mayoría de los submarinos estadounidenses y buques de guerra japoneses contemporáneos, junto con algunos buques mercantes genéricos. Silent Hunter ha recibido una gran valoración por los aficionados a este tipo de simuladores, y es considerado como el mejor simulador de combate submarino de la guerra del Pacífico.
Está disponible un generador de enfrentamiento simple, pero el modo estándar de juego es el modo carrera, donde el jugador debe llevar su buque a patrullar más allá de las líneas enemigas con el objetivo de buscar y destruir cualquier buque enemigo. Para lograr el éxito, el jugador debería concentrar su búsqueda en las rutas navales, las cuales deben ser deducidas a partir de reportes de contacto. El buque es comandado sirviéndose de varias estaciones de guerra vistas en primera persona (no hay tripulantes visibles, a pesar de que se escuchan sus voces), lo que es usual en este género.
El juego modela muchas de las características de la guerra submarina de la época, como los defectuosos torpedos Mark-14, o las tácticas antisubmarinas de la Armada Imperial Japonesa. Sin embargo, las tácticas "Wolf pack" no están disponibles, a pesar de que la Armada estadounidense las usaron hasta cierto punto.
Es usado el modo SVGA, pero los gráficos son en 2D, el cual ya era considerado pasado de moda para el momento de lanzamiento. Sin embargo, el juego modela, algo excepcionalmente, una Tierra esférica al tener la visibilidad limitada por el horizonte.
El juego fue relanzado en 1997 bajo el título de Silent Hunter: Commander's Edition, el cual incluía la versión original con todos los parches oficiales aplicados, algunas zonas de patrulla adicionales y un editor de escenarios.
En el juego original no estaba disponible el modo multijugador, pero como el juego está basado en la aleatoriedad dentro de ciertos patrones, ha inspirado una campaña para Internet offline llamada Pacific Thunder.
Existen nuevas versiones para Windows por parte de Ubisoft: Silent Hunter III, Silent Hunter IV y Silent Hunter V.
- Datos: Q634069